# Kevin Mawae
Kevin James Mawae (* 23. Januar 1971 in Savannah, Georgia) ist ein ehemaliger US-amerikanischer American-Football-Spieler, -Funktionär und aktiver -Trainer. Er spielte 16 Saisons auf der Position des Right Guards und Centers in der National Football League (NFL). Zudem war er vier Jahre lang Präsident der Spielergewerkschaft NFLPA. 2019 wurde er in die Pro Football Hall of Fame gewählt.

## Karriere

### Spielerkarriere
In der zweiten Runde des NFL Draft 1994 wurde Mawae von den Seattle Seahawks ausgewählt. In den ersten beiden Saisons spielte er als Right Guard, ehe er 1996 zum Center umtrainiert wurde. Als Rookie wurde er ins PFWA All-Rookie Team gewählt. 1998 verpflichteten die New York Jets unter Bill Parcells Mawae. Hier konnte er überzeugen und schaffte es in acht Saisons für die Jets sechs Mal in den Pro Bowl und sechs Mal zum All-Pro. Erst nach der Saison 2005 trennten sich die Jets von Mawae und drafteten in der ersten Runde des NFL Draft 2006 den Center Nick Mangold. Zuvor hatte sich Mawae im Oktober 2005 eine Armverletzung zugezogen, die dazu führte, dass seine Serie von 177 ununterbrochenen Spielen endete. Er spielte im Anschluss noch vier Jahre für die Tennessee Titans. Nach der Saison 2009 beendete er seine Karriere. Mawae hatte in dreizehn seiner sechzehn Saisons für einen 1.000-Yards-Runningback, und in 92 Spielen für einen 100-Yards-Runningback geblockt – die meisten aller Offensive Lineman in der NFL.

### NFL Players Association
1998 wurde Mawae Spielerrepräsentant in der National Football League Players Association (NFLPA). 2002 wurde er zudem ins Exekutivkomitee berufen. 2008 wurde er erstmals zum Präsidenten der NFLPA gewählt. Im Frühling 2010 wurde er für eine weitere Amtszeit wiedergewählt. Auch nach seinem Rücktritt vom Profisport im September 2010, blieb er der Präsident bis zum Ende seiner Amtszeit im März 2012.

### Trainerkarriere
Im September 2016 verpflichteten die Chicago Bears Mawae als Assistenztrainer für die Offensive Line. Nachdem Matt Nagy Head Coach der Bears wurde, übernahm er Mawae nicht für sein Trainerteam. Im März 2018 verpflichtete die Arizona State University Mawae als Offensive Analyst für ihr Footballteam.

### Ehrungen
Während seiner NFL-Karriere wurde Mawae acht Mal in den Pro Bowl berufen, sieben Mal zum All-Pro ernannt und ins 2000s NFL All-Decade Team gewählt. Im Februar 2019 wurde er zudem in die Pro Football Hall of Fame gewählt. Es war sein fünftes Mal, dass es zur Wahl stand und das dritte Mal, dass er Finalist war. Er war erst der vierte Spieler, der in die Hall of Fame gewählt wurde und mehr als fünf Saisons für die Jets gespielt hat. 2013 wurde er zudem in die Louisiana Sports Hall of Fame aufgenommen.